# Nadi Qamar
Nadi Qamar, geboren als Spaulding Givens (Cincinnati (Ohio), 6 juli 1917 - Green Bay, 21 oktober 2020), was een Amerikaanse jazzpianist en muzieketnoloog.

## Biografie
Givens, die later de islamitische naam Nadi Qamar aannam, speelde in april 1951 in een duet met Charles Mingus de eerste nummers voor zijn nieuw opgerichte muzieklabel Debut Records (Strings and Keys), waaronder zijn compositie Blue Tide. In april 1953 nam hij weer met Mingus en Max Roach de titels Day Dream en Theme from Rhapsody in Blue op. Qamar raakte toen betrokken bij Afrikaanse muziek en speelde met verschillende Afrikaanse formaties, die door de Verenigde Staten toerden. In oktober 1965 was hij betrokken bij de opname van Andrew Hills album Compulsion! als percussionist en speler van de Afrikaanse duimpiano. Vervolgens nam hij deel aan een andere Session Hills, die plaatsvond in februari 1967 en in 2005 werd gepubliceerd in de bloemlezing Mosaic Select. In 1970 werkte hij samen met Rufus Harley en was hij betrokken bij diens album King/Queens. In 1975 presenteerde hij een record voor het leren van de duimpiano's Likembe en Mbira. Samen met Milford Graves was hij professor aan het Bennington College in Vermont. In februari 2008 werd een tentoonstelling gehouden van Qamar's collectie Afrikaanse muziekinstrumenten.

## Overlijden
Nadi Quamar overleed in oktober 2020 op 103-jarige leeftijd.

## Discografie
- ????: Charles Mingus: The Complete Debut Recordings 1951–1958 (Debut/Fantasy Records)
- 1967: Andre Hill: Compulsion. (Blue Note Records)
- 1975: Mama-Likembi Instruction Record (Smithsonian Institution)
- 1979: Likembi Song Book (Folkway Records)
- 2011: From Spaulding Givens to Nadi Qamar (zelf gepubliceerd)